# Emperor Valley Zoo
Koordinaten: 10° 40′ 25″ N, 61° 31′ 0″ W
Der Emperor Valley Zoo ist der größte und einzige öffentliche Zoo des karibischen Inselstaates Trinidad und Tobago.

## Lage
Der Zoo befindet sich in dem im Norden von Trinidads Hauptstadt Port of Spain gelegenen Stadtteil St. Clair. Er grenzt unmittelbar nördlich an die Queen’s Park Savannah an, die größte Freifläche der Stadt. Westlich des Zoos beginnen die südöstlichen Ausläufer des Stadtteils Maraval, östlich grenzen die Royal Botanic Gardens an das Zoogelände. Unmittelbar nördlich steigen die Ausläufer des Mittelgebirges Northern Range empor, das Port of Spain im Norden begrenzt. Formell befindet sich der Zoo nicht in der Stadt Port of Spain, sondern in der angrenzenden Region San Juan-Laventille, die Administration erfolgt aber von Port of Spain aus.

## Geschichte
Der Bau des Zoos wurde im April 1947 nach der Gründung der Zoological Society of Trinidad and Tobago in Angriff genommen. Die Eröffnung erfolgte im November 1952 durch den britischen Gouverneur der damaligen Kolonie, Hubert Rance. Der Name des Zoos ist vom Blauen Morphofalter hergeleitet, der auf Englisch auch „Emperor Butterfly“ („Kaiserschmetterling“) heißt und im Tal, in dem der Zoo liegt, früher häufig vorkam. Zur Eröffnung präsentierte der Zoo zehn Käfige mit 127 Tieren, viele davon in Trinidad beheimatet. Heute wird der Zoo auch weiterhin von der ZSTT betrieben und beherbergt über 100 Tierarten. Die Besucherzahl pro Jahr betrug 2008 250.000. Die ZSTT untersteht dem trinidadischen Tourismusministerium und erhält von diesem Zuschüsse für den Betrieb des Zoos. Das Futter für die Tiere wird zu einem großen Teil in einer Außenstation des Zoos an der Ostküste Trinidads angebaut.

## Attraktionen
2013 wurde ein Gehege mit zwei Giraffen eröffnet. 2014 entstand ein Gehege mit drei Königstigern; ein Weibchen brachte 2015 zwei Junge zur Welt. Der Emperor Valley Zoo ist der einzige Zoo der Karibik, der Löwen und Giraffen beherbergt. Der Eintritt betrug 2017 30 TT-Dollar, etwa vier Euro.

## Forschung und Lehre
Der Zoo betreibt ein Bildungsprojekt, im Rahmen dessen in Grundschulen des Landes wöchentlich Kinder über die einheimische Tierwelt aufgeklärt werden. Er führt außerdem regelmäßig Bestandsaufnahmen der Populationen von Lederschildkröte und Karibik-Manati sowie Kurse zum Verhalten bei Begegnungen mit Schlangen durch. Der Emperor Valley Zoo betreibt ein Spezies-Austauschprogramm mit dem San Diego Zoo.

## Kritik
2013 erntete der Zoo Kritik für die geringe Größe des temporären Giraffengeheges, betonte aber die Einhaltung internationaler Standards.